# 黑白道
《黑白道》，是一部於2006年上映的香港電影。演員包括張家輝、黃秋生、吳鎮宇、李彩華、曾國祥、陳捷文、路斯明、任葆琳、潘源良、植敬雯、彭懷安、曾守明、黃湛森、林書音、葉景文、陸劍青、區軒偉、黃海耀、彭立威、吳彰鵬、陳達廣等。

## 劇情簡介
單海生（張家輝飾）本是警校一名表現突出的學員，畢業前被上級派做臥底，從此開始了長達八年的混混生活。在黑社會的日子裏，他把生活的希望寄託於完成任務之後的復職。然而，真正擺脫了臥底身份，如願以償地回到警隊後，他卻無奈地發現一切卻遠非想像中那般美好和簡單。 八年的黑社會臥底經歷，讓同事和上司龍Sir（黃秋生飾）對他充滿了懷疑，隨時準備跟蹤他、審問他；而原來的圈子已經視他為內奸，曾經出生入死的兄弟想要報復他，就連深愛的女友亞芹（李彩樺飾）也選擇了離開。新的生活里，海生沒有朋友，也沒有親人，他痛苦萬分，猶如困獸般只能咆哮卻無從發力。徘徊在黑白兩道之間，他最終無奈地再次淪為了邊緣人。

## 演員
- 張家輝 飾 單海生
- 黃秋生 飾 龍Sir
- 吳鎮宇 飾 大佬Dark
- 李彩華 飾 亞芹
- 曾國祥 飾 細B
- 陳捷文 飾 張Sir
- 路斯明 飾 童少
- 任葆琳 飾 Madam Ho
- 潘源良 飾 Jimmy

## 外部連結
- 開眼電影網上《黑白道》的資料（繁體中文）
- 香港影庫上《黑白道》的資料（繁體中文）
- 时光网上《黑白道》的資料（简体中文）
- 豆瓣电影上《黑白道》的資料 （简体中文）
- 爛番茄上《黑白道》的資料（英文）
- AllMovie上《黑白道》的资料（英文）
- 互联网电影数据库（IMDb）上《黑白道》的资料（英文）